# Cafuzo

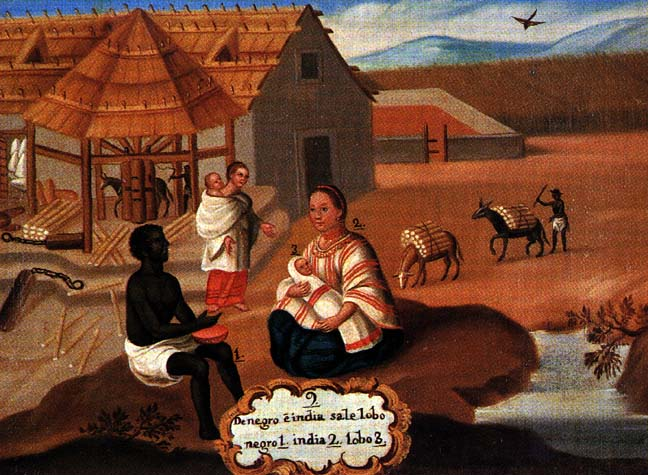
Representação de uma criança cafuza na "Pintura das Castas", do Vice-Reino da Nova Espanha, no século XVIII. A pintura ilustra: "De um negro e uma índia sai um lobo", que é sinônimo para cafuzo em algumas partes da América Latina.

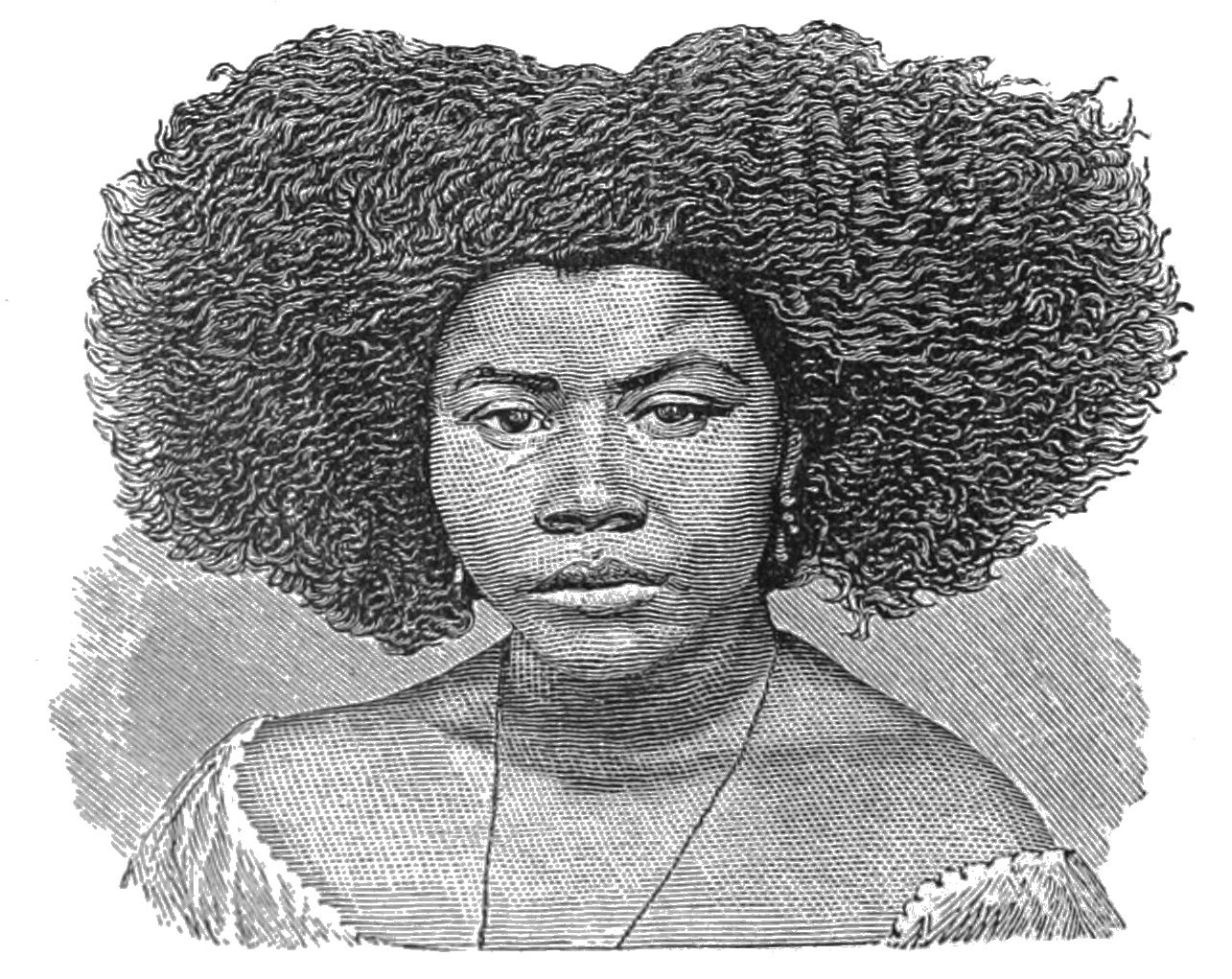
Mulher cafuza retratada em 1881 na coleção Popular Science Monthly.

Cafuzo e caboré são designações dadas aos indivíduos resultantes da miscigenação entre ameríndios e negros africanos. Suas características físicas são tão variadas quanto as de filhos de quaisquer uniões inter-raciais, mas, em geral, têm pele escura, cabelos lisos e grossos e lábios carnudos.

## Etimologia
São usadas ainda as variantes cafuz, carafuz, carafuzo e cafúzio. Cafuzo, cafuz, carafuz e carafuzo podem proceder de "carafuzo". Caburé, por seu lado, será uma corruptela de caá-poré, que em tupi significa “morador do mato”.

## Distribuição
Oficialmente, os cafuzos representam uma minoria importante nos países da América Central e do noroeste da América do Sul, como Colômbia, Venezuela, Guianas, Honduras e Belize, como no caso dos garifunas centro-americanos. Nos países da América Latina são denominados zambo (principalmente na Colômbia e na Bolívia), lobo (México) e garifuna (Honduras, Belize e Guatemala). Em alguns países da América hispanófona, o filho de um ameríndio com um cafuzo é denominado ainda cambujo.
Em algumas regiões do Brasil, são muito comuns, como no Maranhão, na Bahia e em algumas regiões do Pará e do Amapá, estados onde são também conhecidos como taioca, cafuçu ou cariboca.
Os cantores Jimi Hendrix e Tina Turner, o ex-presidente venezuelano Hugo Chávez, o músico violonista Robson Miguel e a atriz e modelo Suyane Moreira são alguns cafuzos publicamente conhecidos e autodeclarados.